# دلبوری
دلبوری (به انگلیسی: Dilborri) یک شهرک در پاکستان است که در ناحیه مانسهره واقع شده‌است.